# Eubaphe integra
Eubaphe integra là một loài bướm đêm trong họ Geometridae.